# Пролысово
Пролысово — село в Навлинском районе Брянской области в составе Алешинского сельского поселения.

## География
Находится в восточной части Брянской области на расстоянии приблизительно 25 км на запад-северо-запад по прямой от районного центра поселка Навля.

## История
Упоминается с первой половины XVII века (первоначально как деревня, владение Брянского Песоцкого монастыря). В 1728—1732 построена деревянная церковь Флора и Лавра (существовала до начала XIX века), в 1805 — Успенская церковь (деревянная, не сохранилась). С 1741 года — владение Апраксиных. В XIX веке здесь работали 2 лесопильных завода. В середине XX века работали колхозы «13 лет Октября», имени Куйбышева. В 1866 году здесь (село Трубчевского уезда Орловской губернии) учтен был 41 двор .

## Население
Численность населения: 256 человек (1866 год), 303 (русские 99 %) в 2002 году, 279 в 2010.